# American Car and Foundry Company

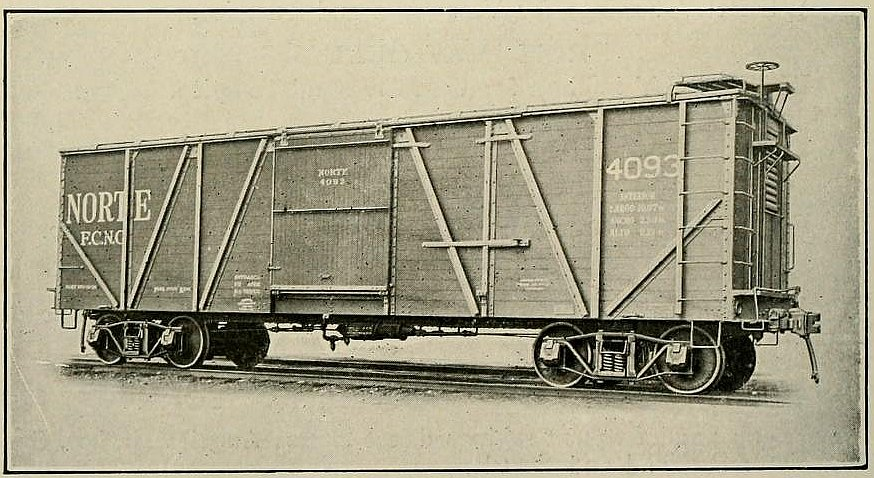
Wagon fabriqué par ACF pour le transport du sucre au Cuba, 1922.

American Car and Foundry (souvent abrégé ACF) est un fabricant de matériel ferroviaire roulant aux États-Unis issue de la fusion de treize entreprises en 1899.
Au début du 21e siècle, ACF fabrique majoritairement des wagons-trémies couverts pour le transport du maïs ou d'autres céréales. Les usines de fabrication sont situés à Huntington, Virginie-Occidentale, et Milton, en Pennsylvanie.
Le nom ACF a survécu jusqu'en 2020, date à laquelle il a été acheté par les Greenbrier Companies lorsqu'il a été rebaptisé American Industrial Transport (en) (AITX).

## Traduction
- (en) Cet article est partiellement ou en totalité issu de l’article de Wikipédia en anglais intitulé « American Car and Foundry Company » (voir la liste des auteurs).